# علیرضا مهمدی
علیرضا مُهمدی (زادهٔ ۸ آبان ۱۳۸۱‏) کشتی‌گیر فرنگی‌کار ایرانی است. از افتخارات وی می‌توان به کسب مدال نقره مسابقات المپیک ۲۰۲۴ پاریس و مدال نقره مسابقات قهرمانی کشتی جهان ۲۰۲۳ و مدال نقره مسابقات قهرمانی کشتی آسیا ۲۰۲۳ و مدال طلای مسابقات قهرمانی کشور اشاره کرد.

## زندگی
علیرضا مهمدی در سال ۱۳۸۱ در شهر ایذه استان خوزستان متولد شد. پدرش کارگر است و یک برادر دارد. ایمان محمدی دیگر کشتی‌گیر فرنگی پسر عموی اوست. او از سال ۱۳۹۴ به صورت حرفه‌ای کشتی را آغاز کرد.

## فعالیت حرفه‌ای ورزشی

### قهرمانی آسیا ۲۰۲۳
در وزن ۸۲ کیلوگرم، علیرضا مهمدی پس از استراحت در دور نخست، در دور دوم و در مرحله یک چهارم نهایی با نتیجه ۷ بر صفر مقابل و هالیشان باهیجیانگ از چین به پیروزی رسید و به مرحله نیمه نهایی راه یافت. وی در این مرحله با نتیجه ۸ بر صفر مقابل آکیلبک تالانتبیکوف از قرقیزستان مغلوب شد و به دیدار رده‌بندی رفت. مُهمدی در این دیدار روهیت داهیا از هند را با نتیجه ۵ بر یک شکست داد و به مدال برنز رسید و آکیلبک تالانتبیکوف از قرقیزستان نیز با شکست دیاس کالن از قزاقستان به مدال طلا دست یافت.در سال ۲۰۲۴ با مثبت اعلام شدن تست دوپینگ آکیلبک تالانتبیکوف مدال طلا از وی ستانده شد و بدین ترتیب مهمدی به مدال نقره قهرمانی کشتی آسیا در سال ۲۰۲۳ رسید.

### قهرمانی کشتی جهان ۲۰۲۳
در وزن ۸۲ کیلوگرم علیرضا مهمدی پس از استراحت در دور نخست، در دور دوم با نتیجه ۸ بر صفر برانکو کوواچویچ از صربستان را مغلوب کرد و به مرحله یک چهارم نهایی راه یافت. وی در این مرحله مقابل یاروسلاو فیلچاکوف دارنده مدال برنز جهان از اوکراین با نتیجه ۴ بر ۱ به برتری دست یافت و راهی مرحله نیمه‌نهایی شد. مهمدی در این دیدار با نتیجه ۵ بر ۱ میهایل برادو از مولداوی را شکست داد و به دیدار فینال راه یافت. وی در این دیدار در یک کشتی نزدیک با نتیجه ۲ بر ۱ مغلوب رفیق حسینوف قهرمان جهان و دارنده مدال برنز المپیک از جمهوری آذربایجان شد و به مدال نقره رسید.

### المپیک ۲۰۲۴ پاریس
در وزن ۸۷ کیلوگرم که ۱۶ کشتی‌گیر حضور داشتند، علیرضا مُهمدی در دور نخست در یک کشتی زیبا و یک طرفه با نتیجه ۹‌ بر صفر کارلوس مونیوز از کلمبیا را شکست داد و گام به یک‌چهارم نهایی گذاشت. وی در این مرحله هم ضمن ارائه نمایشی دلچسب مقابل آرکادیوسازا کولینیج از لهستان که موفق به شکست دادن علی چنگیز، قهرمان جهان از ترکیه شده بود، با برتری ۱۰ بر یک گام به نیمه‌نهایی گذاشت. مهمدی در نیمه‌نهایی با نتیجه ۳ بر ۳ از سد ژان بلنیوک،‌ قهرمان جهان و المپیک از اوکراین گذشت و فینالیست شد. نماینده کشورمان در دیدار نهایی با نتیجه ۷ بر صفر مقابل سمن نوویکوف از بلغارستان شکست خورد و از کسب مدال طلا بازماند.